# Translationale Medizin
Der Begriff Translationale Medizin (TM) (von englisch: translation = übersetzen) – oder Translationale Forschung im Gesundheitswesen – beschreibt Aktivitäten und Maßnahmen, die sich mit der Umsetzung von Forschungsergebnissen aus Medizin und Gesundheitswissenschaften in der Gesundheitsversorgung beschäftigen.
Als Grundlage der TM, also der Implementierung von Forschungsergebnissen in die Gesundheitsversorgung, werden die enge Zusammenarbeit und der gegenseitige Austausch von Grundlagenforschung bzw. theoretischer Medizin, patientenorientierter Forschung und Patientenversorgung sowie bevölkerungsbezogener Gesundheitsforschung und Gesundheitsversorgung angesehen. „The three main pillars of Translational Medicine: Bench – Bedside – Community“  (Definition der European Society for Translational Medicine, 2015).
Ziel der TM ist es, „verschiedene Disziplinen, Ressourcen, Expertisen und technisches Know-how zusammenzubringen, um eine Weiterentwicklung und Verbesserung von Gesundheitsförderung, Prävention, Diagnose, Therapie und Rehabilitation zu fördern“. Translationale Medizin bzw. Forschung verbindet somit Grundlagenforschung mit der praktischen Anwendung von Forschungsergebnissen in der Patientenversorgung. Zugleich lassen sich auf diese Weise Fragestellungen aus der Praxis zurück an die Wissenschaftler tragen.

## Wissenstranslation im Gesundheitswesen
Übersichtsstudien legen nahe, dass derzeit nur ein sehr niedriger zweistelliger Prozentsatz neuer Konzepte der Gesundheitsforschung und Biowissenschaften in klinische Studien und den Behandlungsalltag übertragen wird. Eine wesentliche Voraussetzung für erfolgreiche TM ist wirksame Wissenstranslation (englisch: Knowledge Translation) im Gesundheitswesen.
Der Begriff Knowledge Translation wurde von den kanadischen Instituten für Gesundheitsforschung etwa 2005 definiert als „ein dynamischer und iterativer Prozess, der die Synthese, Verbreitung, den Austausch und die ethisch einwandfreie Anwendung von Wissen umfasst, um die Gesundheit zu verbessern, wirksamere Gesundheitsdienste und -produkte bereitzustellen und das Gesundheitswesen sowie die Gesundheitsversorgung zu stärken“.
Wesentlicher Unterschied zu der auch im Deutschen häufiger genutzten Bezeichnung Wissenstransfer für Wissensübertragung ist die Erweiterung des Konzeptes über die einfache Verbreitung von Wissen hinaus zur tatsächlichen Anwendung von Wissen. Die Schaffung von Wissen (das heißt Primärforschung), die systematische Qualitätsanalyse von Wissen (das heißt die Erstellung systematischer Übersichten), die Übertragung in Handlungsempfehlungen für die Patientenversorgung (zum Beispiel in Form von Leitlinien) und die Verbreitung von Wissen (etwa in Form von Publikationen und Vorträgen) allein reichen nicht aus, um den Gebrauch von Wissen bei der Entscheidungsfindung sicherzustellen.
Als Medien haben sich für die Kommunikation zwischen Forschern, Therapeuten und Betroffenen (Patienten und weiteren Interessierten) unter anderem bewährt: evidenzbasierte Leitlinien für Ärzte und andere Gesundheitsberufe, Patienten- und Gesundheitsinformationen, Maßnahmen der gemeinsamen Entscheidungsfindung zwischen Patient und Arzt (z. B. der Einsatz Medizinischer Entscheidungshilfen), seriöse Gesundheitsportale.

## Studiengänge TM (Deutschland – Auswahl)
- Universität Düsseldorf[13]
- Universität Heidelberg[14]
- Universität Leipzig[15]
- Universität Ulm[16]
- Universität Würzburg[17]

## Forschungseinrichtungen
Neben diversen An-Instituten nationaler und internationaler Universitäten (z. B. ETH Zürich, Trinity College Dublin, Colorado State University, Privatuniversität Liechtenstein) existieren an zahlreichen außeruniversitären Forschungseinrichtungen entsprechende Abteilungen und Arbeitsgruppen (z. B. Max-Delbrück-Centrum Berlin, Max-Planck-Institut für medizinische Forschung). Im September 2022 wurde in Frankfurt am Main das Fraunhofer-Institut für Translationale Medizin und Pharmakologie ITMP mit weiteren Standorten in Hamburg, Berlin, Göttingen und Penzberg gegründet.
In Bern gibt es ein Zentrum für Translationale Forschung (ZTF) als Forschungsbereich der Universitätsklinik für Psychiatrie und Psychotherapie.